# Südpythons
Die Südpythons (Antaresia) oder Gefleckten Pythons sind eine Gattung aus der Familie der Pythons (Pythonidae). Sie beinhaltet vier Arten kleinerer Pythons. Das Verbreitungsgebiet umfasst überwiegend die nördlichen zwei Drittel Australiens. Sie kommen in sehr unterschiedlichen Biotopen vor; von offenen Graslandschaften über Wälder bis zu überwiegend felsigen Gebieten. Auch die Nähe von Siedlungen wird nicht gemieden.
Die Südpythons ernähren sich von Mäusen, Ratten, Vögeln und Fledermäusen, aber auch von Skinken und Geckos. Südpythons sind dämmerungs- und nachtaktiv, sehr rege und geschickte Kletterer. Wie alle Pythons sind die Südpythons ungiftig und töten ihre Beute durch Umschlingen.

## Systematik
Die Gattung umfasst vier Arten:
- Gefleckter Python (Antaresia childreni (Gray, 1842)), nördliches Australien, braune Fleckenzeichnung auf hellbraunem Grund, die sich meist bei den adulten Tieren verliert. Länge 80–100 cm.
- Fleckenpython (Antaresia maculosa (Peters, 1873)) mit zwei Unterarten:
  - Antaresia m. maculosa (Peters, 1873) nordöstliches Australien, dunkelbraune bis fast schwarze, kräftige Fleckenzeichnung auf hellbraunem Grund. Länge 80–100 cm (in Gefangenschaft max. 150 cm).
  - A. m. peninsularis (Esquerré et al. 2021), Australien (Queensland), kaum optische Unterscheidungskriterien von A. m. maculosa, sondern nur genetische
- Antaresia papuensis Esquerré, Donnellan, Pavón-Vázquez, Fenker & Keogh, 2021; Australien (Queensland), Neuguinea
- Perth-Zwergpython (Antaresia perthensis (Stull, 1932)), westliches Australien, rostbraune Fleckenzeichnung auf hellbraunem Grund. Länge 40–70 cm.

Zwischen A. childreni und A. maculosa kommt es innerhalb des gemeinsamen Verbreitungsgebietes zuweilen zu Bastardisierungen.